# ناحیه فریدم، واسکا، مینه سوتا
ناحیه فریدم (به انگلیسی: Freedom Township) یک منطقهٔ مسکونی در ایالات متحده آمریکا است که در شهرستان وسکا، مینه‌سوتا واقع شده‌است.
 ناحیه فریدم ۹۳٫۷ کیلومتر مربع مساحت و ۳۹۷ نفر جمعیت دارد و ۳۲۴ متر بالاتر از سطح دریا واقع شده‌است.